# Садльно (Великопольське воєводство)
Садльно (пол. Sadlno) — село в Польщі, у гміні Вежбінек Конінського повіту Великопольського воєводства.
Населення — 403 особи (2011).
У 1975-1998 роках село належало до Конінського воєводства.

## Демографія
Демографічна структура станом на 31 березня 2011 року:
|          | Загалом | Допрацездатний вік | Працездатний вік | Постпрацездатний вік |
| -------- | ------- | ------------------ | ---------------- | -------------------- |
| Чоловіки | 185     | 34                 | 137              | 14                   |
| Жінки    | 218     | 43                 | 126              | 49                   |
| Разом    | 403     | 77                 | 263              | 63                   |